# Магароскари
Магароскари (груз. მაღაროსკარი) — село в Грузии, в муниципалитете Душети края Мцхета-Мтианети. 

## География
Село расположено в северной части края, в 38 километрах по прямой к северо-востоку от центра муниципалитета Душети. Высота центра — 920 метров над уровнем моря.

## Население
По данным переписи населения 2014 года, в селе проживал 221 человек.
| Год  | Население | Мужчины | Женщины |
| ---- | --------- | ------- | ------- |
| 2002 | 280       | 137     | 143     |
| 2014 | 221       | 110     | 111     |